# Konstruktionsspant

Konstruktionsritning, styrbord sida, Akterskepp, babord sida: Förskepp

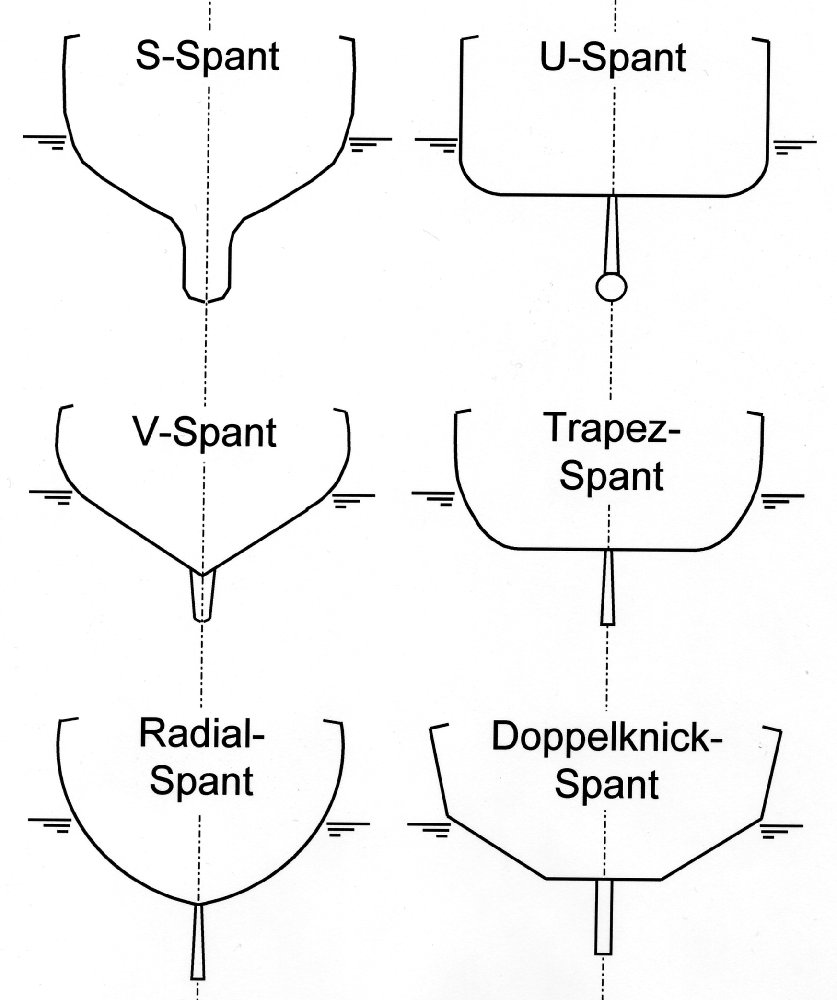
Olika spantkonturer

Konstruktionsspant är i samband med fartygsbyggnad den spantkurva på ritningen som är grund för linjeritningen.